# Arcibiskupský exarchát Krym
Arcibiskupský exarchát Krym se nachází na Ukrajině a jeho ritus je byzantský.

## Založení a současnost
Byl založen dne 13. února 2014 papežem Františkem z Arcibiskupského exarchátu Oděsa-Krym. Exarchát nemá svého exarchu (vacant). Tento exarchát patří pod Vyšší archieparchii Kyjev-Halič. Apoštolským administrátorem se stal Vasyl Ivasyuk biskup eparchie Kolomyja-Černovice.

## Seznam exarchů a apoštolských administrátorů
Vasyl Ivasyuk - Biskup eparchie Kolomyja-Černovice - apoštolský administrátor